# Трумэн (фильм, 2015)
«Трумэн» (исп. Truman) — аргентинско-испанский фильм 2015 года. Фильм получил пять премий «Гойя», в том числе премию за лучший фильм.

## Сюжет
К Хулиану неожиданно из Канады приезжает друг Томас после того, как узнаёт, что тот решает не продолжать борьбу с раком. Двое друзей, вместе с собакой Хулиана по кличке Трумэн, переживают четыре насыщенных дня.

## В ролях
- Рикардо Дарин — Хулиан
- Хавьер Камара — Томас
- Долорес Фонcи — Паула
- Эдуард Фернандес
- Алекс Брендемюль
- Педро Касабланк
- Хосе Луис Гомес
- Хавьер Гутьеррес
- Эльвира Мингес

## Награды и номинации
| Год  | Награда | Категория                    | Номинант                | Результат | Прим. |
| ---- | ------- | ---------------------------- | ----------------------- | --------- | ----- |
| 2016 | «Гойя»  | Лучший фильм                 | Лучший фильм            | Победа    | [ 4 ] |
| 2016 | «Гойя»  | Лучший режиссёр              | Сеск Гай                | Победа    | [ 4 ] |
| 2016 | «Гойя»  | Лучший оригинальный сценарий | Сеск Гай и Томас Арагай | Победа    | [ 4 ] |
| 2016 | «Гойя»  | Лучший актёр                 | Рикардо Дарин           | Победа    | [ 4 ] |
| 2016 | «Гойя»  | Лучший актёр второго плана   | Хавьер Камара           | Победа    | [ 4 ] |
| 2016 | «Гойя»  | Лучший монтаж                | Пабло Барбьери          | Номинация | [ 4 ] |